# Vuomajärvi (sjö i Enontekis, Lappland, Finland)
Vuomajärvi och Pikku Vuomajärvi eller Vuomajärvet är sjöar i Finland. De ligger i kommunen Enontekis i landskapet Lappland, i den norra delen av landet, 900 km norr om huvudstaden Helsingfors. Vuomajärvi ligger 415 meter över havet. Arean är 1,33 kvadratkilometer och strandlinjen är 5,3 kilometer lång. Sjön  ingår i Kemi älvs huvudavrinningsområde.   Omgivningarna runt Vuomajärvi är i huvudsak ett öppet busklandskap.